# Институт проблем материаловедения имени И. Н. Францевича НАН Украины
Институт проблем материаловедения имени И. Н. Францевича (укр. Інститут проблем матеріалознавства імені І. М. Францевича) — научно-исследовательский институт Национальной академии наук Украины.

## История

### 1955—1991
В ноябре-декабре 1952 года на базе отдела физико-химии металлургических процессов Института чёрной металлургии АН УССР была создана самостоятельная организация: лаборатория специальных сплавов АН УССР, основным направлением деятельности которой было ведение фундаментальных исследований и разработка материалов с высокими показателями жаростойкости, жаропрочности и эрозионной стойкости.
В 1955 году лаборатория была реорганизована в институт металлокерамики и спецсплавов АН УССР.
В 1961 году институт начал выпуск ежемесячного научно-технического журнала «Порошковая металлургия».
В 1964 году институт получил новое наименование: Институт проблем материаловедения АН УССР.
После смерти И. Н. Францевича в 1973 году, директором института стал В. И. Трефилов.
В 1970-е годы институт активизировал работы над углеродными тканями, исследованиями руководил доктор технических наук, профессор Д. М. Карпинос. Полученные теплосберегающие и негорючие ткани использовались для изготовления защитных костюмов для сварщиков, утеплённых костюмов для подводников, «зимних» чехлов для фотоаппаратуры и кинокамер.
После создания в составе института отдела по созданию высокотемпературной солнечной техники, в районе селения Кацивели (Большая Ялта) была создана гелиотехническая станция института, позволявшая моделировать любой тепловой режим для испытаний материалов при температурах до 3000 °C.
В 1989 году в пгт. Калиновка Киевской области институтом было организовано государственное малое предприятие «Десна» по производству атравматических игл, сорбентов, аппликаций и иной продукции медицинского назначения.

### После 1991
В связи с сокращением государственной поддержки, положение института в 1990-е годы осложнилось. В сложившихся условиях коллектив института сосредоточил усилия на сохранении материально-технической базы и прикладных исследованиях, результаты которых могли иметь коммерческое применение и обеспечить институту финансирование из внебюджетных источников.
В 1997 году на выставке «Киев — Мюнхен» институт представил образцы теплосберегающей одежды гражданского назначения.
На оборудовании гелиостанции была освоена технология получения шлакобетона со стеклованной поверхностью (в дальнейшем, «прожекторы» гелиостанции были перевезены из Крыма в Киев и установлены на крыше здания института), к 1999 году была разработана технология изготовления концентраторов солнечной энергии из старых, предназначенных к списанию и утилизации радиоантенн.
В начале 2000 года руководитель отделения композиционных материалов института, академик Л. Вишняков сообщил в интервью, что сотрудники отделения ведут работы по созданию из углеткани термоодеял с электроподогревом, которые могут использоваться в медицине катастроф.
В июне 2000 года первый заместитель начальника главного управления военного и материально-технического обеспечения МВД Украины полковник милиции Ю. Н. Голуб сообщил в интервью, что киевский институт проблем материаловедения им. Францевича восстановил советскую технологию производства керамических элементов для бронежилетов и начал их производство.
Институт принимал участие в работах над Ан-148 (коллектив сотрудников института разрабатывал систему молниезащиты для самолёта).
В начале 2000-х институт выступил с предложением организовать выпуск негорючей тары для хранения и транспортировки боеприпасов (на замену стандартных деревянных ящиков) для обеспечения потребностей министерства обороны Украины, однако стоимость проекта составляла 10 млн долларов США и министерство финансов Украины сочло выделение средств нецелесообразным.
В 2002 году директором института стал В. В. Скороход.
В октябре 2006 года на базе лаборатории электронно-зондового микроанализа института проблем материаловедения был создан Центр коллективного пользования приборами «TEM-SCAN», оснащённый импортным оборудованием японского производства.
По состоянию на начало 2008 года, институт имел возможность:
- проводить испытания порошковых фрикционных материалов[1]
- разрабатывать специализированные приборы по технических условиям заказчиков[1]
- изготавливать отражающие покрытия для сетчатых антенн трансформируемой и стационарной конструкции[1]
- изготавливать термоэмиссионные материалы из гексаборида лантана, различные электронагревательные приборы (в том числе, медицинские электротермоодеяла, обогревающую одежду и иные изделия с углеродными тканевыми нагревателями)[1], фрикционные изделия, медные сетчатые токопроводы для источников тока, электродные пластины и водоактивированные источники тока[1]
- изготавливать опытные образцы и небольшие партии тепловых труб и термосифонов с металловолокнистыми капиллярными структурами[1]
- организовать опытно-промышленное производство элементов броневой защиты из керамических композиционных материалов и изготавливать бронежилеты I—V классов защиты[1]

В июне 2008 года институт представил новую разработку: устойчивую к разрезанию ткань, предназначенную для изготовления одежды, способной защитить от ударов холодным оружием.
В 2014 году сотрудники института физики полупроводников им. В. Е. Лашкарёва и института проблем материаловедения им. И. Н. Францевича сообщили о разработке новой технологии изготовления широкого класса биосовместимых керамических материалов и технологии формирования покрытий на их основе (данная технология может использоваться при изготовлении протезов для раненых военнослужащих).
В 2017 году Команда ведущих мировых ученых из НИТУ «МИСиС», Университета Линчёпинга (Швеция), Института проблем материаловедения имени Францевича НАНУ (Украина) и Тринити колледжа (Ирландия) выяснила, как можно использовать графен — первый в мире двумерный материал — в качестве сенсора тяжелых металлов.
В декабре 2019 года Фонд государственного имущества Украины выставил на продажу опытный завод института проблем материаловедения.

## Сотрудники
- Радомысельский, Израиль Давидович — доктор технических наук, лауреат Государственной премии УССР (1973) и премии Совета Министров СССР в области науки (1981).